# 小碓村
小碓村（おうすむら）は、かつて愛知県愛知郡にあった村。
現在の名古屋市港区と熱田区の一部に該当し、庄内川と堀川に挟まれた地域である。
村域は江戸時代に伊勢湾を埋め立てた新田である。村名は、小碓命に由来するという。

## 沿革
- 1649年（慶安2年） - 熱田新田が開発される。
- 1675年（延宝2年） - 船方新田が開発される。
- 1696年（元禄9年） - 甚兵衛新田が開発される。
- 1739年（元文4年） - 土古山新田が開発される。
- 1750年（寛延3年） - 甚兵衛後新田が開発される。
- 1800年（寛政12年） - 熱田前新田が開発される[注釈 4]。
- 1817年（文化14年） - 神宮寺新田が開発される[注釈 5]。
- 1820年（文政3年） - 稲富新田が開発される。
- 1821年（文政4年） - 甚兵衛新田を当知新田に改称する。
- 1822年（文政5年） - 宝来新田が開発される。
- 1826年（文政9年） - 永徳新田が開発される。
- 1837年（天保8年） - 熱田築地前新開が開発される。
- 1861年（文久元年） - 熱田築地前新開を作良新田と改称する。
- 江戸時代末期、この地域は尾張藩領、旗本領であった。
- 1876年（明治9年） -
  - 熱田新田が熱田新田西組と熱田新田東組に分立する。
  - 作良新田と船方新田が合併し、千年村となる。
- 1878年（明治11年） -
  - 熱田新田西組と熱田古堤亥新田が合併し、熱田新田西組となる。
  - 稲富新田と永徳新田が合併し、稲永新田となる。
  - 神宮寺新田、宝来新田、元美新田、山藤新田が合併し、宝神新田となる。
- 1889年（明治22年）10月1日 -
  - 当知新田、土古山新田、熱田新田西組が合併し、明徳村となる。
  - 千年村と熱田新田東組が合併し、宝田村となる。
  - 稲永新田、宝神新田、甚兵衛後新田、熱田前新田が合併し、寛政村[注釈 6]となる。
- 1906年（明治39年）5月10日 - 明徳村、宝田村、寛政村が合併して小碓村となる。
- 1907年（明治40年）7月16日 - 小碓村の一部[注釈 7]が名古屋市に編入される。
- 1921年（大正10年）8月22日 - 名古屋市に編入され、名古屋市南区の一部となる。小碓村大字小碓は、この際に南区小碓町となっている。
- 1937年（昭和12年）10月1日 - 名古屋市南区から港区が新設され、旧・小碓村の地域は港区となる。

## 学校
- 小碓村立小碓尋常高等小学校（現・名古屋市立小碓小学校）

## 神社・仏閣
- 素盞嗚神社
- 二名社
- 龍神社
- 善進神明社
- 熱田社
- 浄専寺
- 如意寺
- 高松寺